# Larentia inoperata
Larentia inoperata là một loài bướm đêm trong họ Geometridae.